# Fiat G.18
Fiat G.18 — итальянский транспортный и пассажирский самолёт 1930-х годов. Использовался гражданскими авиаперевозчиками и ВВС Королевства Италия, а позже и Люфтваффе.

## История
В 1934 году итальянские авиаконструкторы познакомились с одним из лучших и передовых транспортно-пассажирских самолётов того времени американским Douglas DC-2. Этот самолёт, как и его улучшений вариант DC-3, поставлялся во многие страны мира, а в СССР и Японии и вовсе выпускался по лицензии. Итальянцы же решили, базируясь на основе и наработках по этому самолёту, создать свой, аналогичный. За дело взялись авиаконструктор Джузеппе Габриелли и Fiat — уже тогда уважаемый авиастроитель и компания имевшая к тому времени более чем четвертьвековой опыт в строительстве самолётов.
Самолёт получил цельнометаллическую дюралевую обшивку. В фюзеляже овального сечения был размещён пассажирский салон на 18 пассажиров, имевший, для того времени, большую комфортабельность. К каждому пассажирскому креслу подведено индивидуальное электрическое освещение и вентилятор. Значительное внимание было уделено и звукоизоляции салона, для этого применялась обшивка со специальным материалом. Предусматривался небольшой багажный отсек и туалет. Самолёт оснащался двумя радиальными двигателями марки Fiat.
В 1937 году была создана более усовершенствованная модификация G.18V. Всего же было построено 9 экземпляров этих самолётов, поскольку надежды на экспорт не было, а итальянский авиаперевозчик большого количества самолётов не требовал. С началом Второй мировой войны, как и многие другие итальянские гражданские воздушные суда, G.18 поступили на службу к военным (Nucleo Comunicazioni Avio Linee). После капитуляции Италии в сентябре 1943 года самолёты были захвачены немцами и в дальнейшем несколько из них использовались для воздушного сообщения между Италией и Третьим Рейхом.

## Модификации
- G.18 - двигатели Fiat A.59 R (700 л.с. / 515 кВт) построено 3 (I-ELIO, I-ETRA, I-ETNA).
- G.18V - двигатели Fiat A.80 RC.41 (1030 л.с. / 758 кВт) построено 6 (I-ELFO, I-ELCE, I-ERME, I-ENEA, I-EION и I-EURE).

## Характеристики (G.18V)
Источник данных: Aviarmor: авиация, бронетехника и боевые машины

Технические характеристики
- Экипаж: 3
- Пассажировместимость: 18
- Длина: 18,61 м
- Высота: 5,05 м
- Площадь крыла: 25 м²
- Масса пустого: 7200 кг
- Нормальная взлётная масса: 10800 кг
- Объём топливных баков:
- Силовая установка: 2 × радиальные FIAT А.59R
- Мощность двигателей: 2 × 700 л.с. (каждый)
- Воздушный винт: трехлопастной

Лётные характеристики
- Максимальная скорость: 402 км/ч
- Практическая дальность: 1675 км
- Продолжительность полёта:
- Практический потолок: 8740 м

## Эксплуатанты

### Гражданские
Италия
- Avio Linee Italiane (ALI): 6 самолётов. В июне 1940 года переданы в состав ВВС.

### Военные
Италия
- Regia Aeronautica: Nucleo Comunicazioni Avio Linee (MM.60427 - MM.60435)
- Республиканская Национальная Авиация (ит. Aeronautica Nazionale Repubblicana): 1 самолёт (I-ELCE).
- Aeronautica Cobelligerante Italiana: перелетевший в южную часть Италии I-EION участвовал в войне на стороне Союзников.

 Нацистская Германия
- Люфтваффе: 3 самолёта, на момент перемирия остававшиеся в оккупированной части Италии - реквизированы, использовались до капитуляция Италии

В сентябре 1943 года пять машин (I-ELFO, I-ERME, I-ETEA, I-ETRA, I-ELCE) остались в южной части Италии.

## Аварии и катастрофы
- 26 ноября 1940 года Fiat G.18 (с/н 1, I-ELIO), на пути из Тираны в Линате, потерпел крушение при посадке и загорелся на земле[1].
- 16 ноября 1942 года Fiat G.18 (I-ETNA), близ Милана, израсходовав из-за тумана топливо, загорелся во время аварийной посадки и сгорел. Весь экипаж и единственный пассажир выжили.
- 29 января 1943 года самолет Fiat G.18 V (I-EURE) во время полета из Белграда в Венецию в условиях тумана упал в море с высоты 30 м, будучи в 500 метрах от аэропорта Венеции, в результате чего погибли четыре члена экипажа и еще один человек.
- 30 апреля 1944 года G.18 V из состава Национальной авиации (I-ELCE) попал в аварию на ВПП аэропорта Брессо, последовал взрыв перевозимых боеприпасов.